# رقروق شائع
الرقروق الشائع (باللاتينية: Helianthemum vulgare) نوع نباتي يتبع جنس الرقروق من الفصيلة القريضية. تضعه بعض المراجع كمرادف للرقروق الدرهمي (باللاتينية: Helianthemum nummularium).

## الموئل والانتشار
النبات واطن في بلاد الشام. والمغرب العربي وإسبانيا وفرنسا.